# Узнімахі
Узнімахі (рос. Узнимахи) — село Акушинського району, Дагестану Росії. Входить до складу муніципального утворення Сільрада Бургімакмахінська.
Населення — 910 (2010).

## Населення
За даними перепису населення 2002 року в селі мешкало 666 осіб. У тому числі 335 (50,30 %) чоловіків та 331 (49,70 %) жінка.
Переважна більшість мешканців — даргинці (100 % від усіх мешканців). У селі переважає північнодаргинська мова.